# Mathematical Reviews
Les Mathematical Reviews sont une revue et une base de données en ligne publiées par l'American Mathematical Society (AMS). Elles contiennent des résumés (et parfois des évaluations) de nombreux articles de mathématiques, de statistiques et d'informatique théorique.

## Reviews
La revue a été fondée par Otto Eduard Neugebauer en 1940 comme une alternative à son analogue allemand, Zentralblatt MATH.
Le but était de rendre compte de toutes les publications en recherche mathématique. En date de 2007, la base de données des Mathematical Reviews était renseignée de plus de 2,2 millions d'articles. Les auteurs des comptes rendus sont des volontaires, choisis d'habitude par les éditeurs pour leur expertise dans le domaine de l'article. Les Math. Reviews et le Zentralblatt sont les seules ressources complètes de ce type. (La section mathématique du Referativny Zhurnal (en) n'est disponible qu'en russe et est de taille inférieure et moins accessible.) Le compte rendu contient souvent un résumé détaillé de l'article, parfois accompagné par le relecteur de commentaires critiques et de références à des travaux sur le sujet. Mais les critiques ne sont pas encouragées, parce que l'auteur n'a pas la possibilité d'y répondre. Quand il n'est pas possible de fournir un compte rendu indépendant ou quand le résumé fourni par l'auteur est jugé adéquat par le relecteur ou les éditeurs, ce résumé tient lieu de compte rendu. Il peut aussi se limiter à une information bibliographique, lorsqu'un travail est dans une langue inusitée, ou lorsque c'est un bref article dans les actes d'un colloque ou que son sujet est à la frontière du spectre des Reviews. À l'origine, les reviews étaient écrits dans plusieurs langues, mais par la suite une règle « anglais seulement » fut introduite. Des comptes rendus spéciaux (appelés featured reviews) furent aussi publiés par l'AMS sous forme de livres, mais ce programme a été interrompu.

## Base de données en ligne
En 1980, tout le contenu des Mathematical Reviews depuis 1940 a été intégré à une base de données consultable informatiquement, finalement incorporée à MathSciNet qui, en plus des comptes rendus, comporte aussi maintenant des informations de citation (auparavant limitées aux autres articles de MathSciNet).